# Kirchliches Amtsblatt
Ein kirchliches Amtsblatt dient den
der Alt-Katholischen Kirche, der evangelischen Landeskirchen, in einigen Freikirchen und den Bistümern der römisch-katholischen Kirche
als amtliches Publikationsorgan für Gesetzgebungs- und Verwaltungsakte.
Veröffentlicht werden unter anderem:
- Kirchengesetze, Verordnungen, Richtlinien und Verfügungen der Kirchenleitung
- Satzungen der Kirchengemeinden, Kirchenkreise, Verbände und anderer kirchlicher Vereinigungen
- Haushaltspläne
- Urkunden, neue und alte Siegel, Veranstaltungshinweise, Personalnachrichten wie zum Beispiel Versetzungen und Stellenausschreibungen
- Urteile kirchlicher Gerichte, Rechtsprechungsübersichten.

Während der 1950er bis in die 1980er Jahre wurden in kirchlichen Amtsblättern auf dem Gebiet der DDR auch theologische und kirchengeschichtliche Aufsätze veröffentlicht.
In den letzten Jahren werden die Ausgaben auch vermehrt online publiziert.
Staatliche Rechtsnormen werden als innerkirchliches Recht nur wirksam, wenn sie in einem Amtsblatt verkündet worden sind.

## Auswahl verschiedener kirchlicher Amtsblätter

### Alt-Katholische Kirche
| Bistum                                                                            | Bibliografischer Nachweis                                            | Internetpräsenz |
| --------------------------------------------------------------------------------- | -------------------------------------------------------------------- | --------------- |
| Amtliches Kirchenblatt des Katholischen Bistums der Alt-Katholiken in Deutschland | Erscheint bei Bedarf, unter wechselndem Titel nachgewiesen seit 1878 |                 |

### Evangelische Freikirchen
| Kirche | Bibliografischer Nachweis | Internetpräsenz |
| --- | --- | --------------- |
| AMTSBLATT. Evangelisch-methodistische Kirche in Deutschland. Körperschaft des öffentlichen Rechts                   | Erschien 2019 im 52. Jahrgang. Seit 2009 online verfügbar. |                 |
| Ordnungen. Der rechtliche Rahmen für die Arbeit im BEFG [Bund Evangelisch-Freikirchlicher Gemeinden in Deutschland] | Die Dokumentensammlung auf dieser Seite wurde früher über den Oncken Verlag als „Handbuch des BEFG“ vertrieben. Deshalb enthält die Zusammenstellung auch einige Arbeitshilfen und Leitlinien, die nicht den Status einer Ordnung haben. |                 |

### Evangelische Landeskirchen
und deren Zusammenschlüsse
| Landeskirche                                                                                           | Bibliografischer Nachweis | Internetpräsenz            |
| --- | --- | -------------------------- |
| Amtsblatt. Evangelische Landeskirche Anhalts                                                           | nachgewiesen 1956 bis 1966, seit 1968, Herausgeber Evangelischer Landeskirchenrat für Anhalt, zwischenzeitlich 1966 bis 1968 Amts- und Verordnungsblatt der Evangelischen Landeskirche Anhalts, Herausgeber Evangelischer Landeskirchenrat für Anhalt | KABl                       |
| Gesetzes- und Verordnungsblatt der Evangelischen Landeskirche in Baden                                 | seit 1957, erscheint unregelmäßig, Herausgeber Evangelischer Oberkirchenrat, zuvor 1918 bis 1957 Gesetzes- und Verordnungsblatt für die Vereinigte Evangelisch-Protestantische Landeskirche Badens, Herausgeber Evangelischer Oberkirchenrat | GVBl.                      |
| Amtsblatt für die Evangelisch-Lutherische Kirche in Bayern                                             | seit 1948, erscheint monatlich, Herausgeber Landeskirchenrat der Evangelisch-Lutherischen Kirche in Bayern, zuvor 1921 bis 1947 Amtsblatt für die Evangelisch-Lutherische Kirche in Bayern rechts des Rheins, Herausgeber Evangelisch-Lutherischer Landeskirchenrat in München, zuvor 1918 bis 1920 Amtsblatt für die Protestantische Landeskirche in Bayern rechts des Rheins, zuvor 1914 bis 1918 Amtsblatt für die Protestantische Landeskirche des Königreichs Bayern rechts des Rheins, Nebentitel Amtsblatt für die Protestantische Landeskirche im Königreich Bayern rechts des Rheins                       | KABl. (nicht online)       |
| Kirchliches Amtsblatt der Evangelischen Kirche in Berlin-Brandenburg-schlesische Oberlausitz           | seit 2004, erscheint monatlich, Herausgeber Konsistorium der Evangelischen Kirche in Berlin-Brandenburg-schlesische Oberlausitz, zuvor 1946 bis 2003 Kirchliches Amtsblatt der Evangelischen Kirche in Berlin-Brandenburg, Herausgeber Konsistorium der Evangelischen Kirche in Berlin-Brandenburg (Berlin-West), zuvor auch 1992 bis 1994 und 1994 bis 1995 Amtsblatt. Evangelische Kirche der Schlesischen Oberlausitz | KABl.                      |
| Kirchliches Amtsblatt der Kirchenprovinz Mark Brandenburg                                              | erschien von 1927 bis 1949, späterer Titel Kirchliches Amtsblatt der Evangelischen Kirche in Berlin-Brandenburg |                            |
| Landeskirchliches Amtsblatt. Evangelisch-Lutherische Landeskirche in Braunschweig                      | seit 1970, Evangelisch-lutherische Landeskirche in Braunschweig, zuvor 1938 bis 1970 Landeskirchliches Amtsblatt der Braunschweigischen Evangelisch-Lutherischen Landeskirche, Braunschweigische evangelisch-lutherische Landeskirche | ABl.                       |
| Gesetze, Verordnungen und Mitteilungen. Bremische Evangelische Kirche                                  | nachgewiesen 1925 bis 1944, nicht erschienen 1945 bis 1946, seit 1947, Herausgeber Kirchenausschuss | GVM                        |
| Kirchliches Amtsblatt für die Evangelisch-lutherische Landeskirche Hannovers                           | seit 1924, erscheint nach Bedarf, Herausgeber Evangelisch-lutherisches Landeskirchenamt Hannover | Kirchl. Amtsbl.            |
| Amtsblatt der Evangelischen Kirche in Hessen und Nassau                                                | seit 1947, erscheint monatlich, Verleger Kirchenverwaltung der EKHN | ABl. EKHN                  |
| Kirchliches Amtsblatt der Evangelischen Kirche von Kurhessen-Waldeck                                   | seit 1934/1968 (ZDB-ID 960865-5) | KABl.                      |
| Gesetz- und Verordnungsblatt der Lippischen Landeskirche                                               | seit 1925 (ZDB-ID 537019-X) Band 17 umfasst die Jahre 2019 bis 2022. | Ges. u. VOBl.              |
| Kirchliches Amtsblatt der Evangelisch-Lutherischen Landeskirche Mecklenburgs                           | erschien von 1952 bis 2012 unregelmäßig, Organ der Evangelisch-Lutherischen Landeskirche Mecklenburgs, die in der Evangelisch-Lutherischen Kirche in Norddeutschland aufging, zuvor Kirchliches Amtsblatt für Mecklenburg von 1934 bis 1948 und von 1950 bis 1952 Kirchliches Amtsblatt für Mecklenburg, zuvor von 1920 bis 1934 Mecklenburg-Strelitzer kirchliches Amtsblatt sowie von 1922 bis 1934 Kirchliches Amtsblatt für Mecklenburg-Schwerin | KABl                       |
| Kirchliches Amtsblatt des Memelgebiets                                                                 | nachgewiesen 1926 bis 1935; Evangelisches Konsistorium des Memelgebiets |                            |
| Amtsblatt der Evangelischen Kirche in Mitteldeutschland                                                | seit 2009, erscheint monatlich, Herausgeber Kirchenamt der Evangelischen Kirche in Mitteldeutschland, zuvor 2005 bis 2008 Amtsblatt der Föderation Evangelischer Kirchen in Mitteldeutschland, Herausgeber Kirchenamt der Föderation Evangelischer Kirchen in Mitteldeutschland, zuvor 1948 bis 2004 Amtsblatt der Evangelisch-Lutherischen Kirche in Thüringen, Herausgeber Landeskirchenrat der Evangelisch-Lutherischen Kirche in Thüringen sowie nachgewiesen 1956 bis 2004 Amtsblatt der Evangelischen Kirche der Kirchenprovinz Sachsen, Herausgeber Kirchenleitung der Ev. Kirche der Kirchenprovinz Sachsen | ABl.                       |
| Kirchliches Amtsblatt der Evangelisch-Lutherischen Kirche in Norddeutschland                           | seit Juni 2012, erscheint monatlich, Herausgeber Landeskirchenamt der Evangelisch-Lutherischen Kirche in Norddeutschland | KABl.                      |
| Gesetz- und Verordnungsblatt der Nordelbischen Evangelisch-Lutherischen Kirche                         | erschien von 1977 bis 2012 vierteljährlich, Herausgeber Nordelbisches Kirchenamt der Nordelbischen Evangelisch-Lutherischen Kirche, die in der Evangelisch-Lutherischen Kirche in Norddeutschland aufging, zuvor von 1944 bis 1974 Kirchliches Gesetz- und Verordnungsblatt der Evangelisch-Lutherischen Landeskirche Schleswig-Holsteins, Herausgeber Evangelisch-Lutherisches Landeskirchenamt | GVOBl.                     |
| Gesetz- und Verordnungsblatt für die Evangelisch-Lutherische Kirche in Oldenburg                       | seit 1849/1945 (ZDB-ID 537023-1) Band XXIX umfasst die Jahre 2022 und 2023. | GVBl.                      |
| Amtsblatt der Evangelischen Kirche der Pfalz (Protestantische Landeskirche)                            | seit 1978, Herausgeber Landeskirchenrat der Evangelischen Kirche der Pfalz, zuvor 1921 bis 1978 Amtsblatt der Vereinigten Protestantisch-Evangelisch-Christlichen Kirche der Pfalz (Pfälzische Landeskirche), Herausgeber Landeskirchenrat in Speyer | ABl.                       |
| Amtsblatt der Pommerschen Evangelischen Kirche                                                         | von 1990 bis 2012, Herausgeber Kirchenleitung der Pommerschen Evangelischen Kirche, die in der Evangelisch-Lutherischen Kirche in Norddeutschland aufging, zuvor von 1972 bis 1990 Amtsblatt der Evangelischen Landeskirche Greifswald, Herausgeber Kirchenleitung der Evangelischen Landeskirche Greifswald sowie zuvor von 1956 bis 1971, erschien unregelmäßig, Amtsblatt des Evangelischen Konsistoriums in Greifswald, Konsistorium der Evangelischen Landeskirche Greifswald | ABl.                       |
| Gesetz- und Verordnungsblatt der Evangelisch-Reformierten Kirche (ERK)                                 | seit 1848 (ZDB-ID 2628545-9) Band 20 umfasst die Jahre 2013 bis 2018. | Gesetz- und Verordnungsbl. |
| Kirchliches Amtsblatt der evangelischen Kirche im Rheinland                                            | seit 1948, erscheint monatlich zur Monatsmitte, Verleger Landeskirchenamt, Düsseldorf | KABl.                      |
| Amtsblatt der Evangelisch-Lutherischen Landeskirche Sachsens                                           | seit 1949 (ZDB-ID 505993-8) | ABl.                       |
| Kirchliches Amtsblatt für die Evangelisch-Lutherische Landeskirche Schaumburg-Lippe                    | nachgewiesen seit 1929, nicht erschienen 1941 bis 1942, Herausgeber Evangelisch-Lutherische Landeskirche Schaumburg-Lippe | KABl.                      |
| Kirchliches Gesetz- und Verordnungsblatt der Evangelisch-Lutherischen Landeskirche Schleswig-Holsteins | erschien von 1944 bis 1976, Verleger Landeskirchenamt der Evangelisch-Lutherischen Landeskirche Schleswig-Holstein | KGVBl.                     |
| Kirchliches Amtsblatt der Evangelischen Kirche von Westfalen                                           | seit 1945 erscheint monatlich, Herausgeber Evangelische Kirche von Westfalen, auch als elektronische Ressource bis 1999 verfügbar | KABl.                      |
| Amtsblatt der Evangelischen Landeskirche in Württemberg                                                | seit 1855/1924 (ZDB-ID 506013-8) Band 70 umfasst die Jahre 2022 und 2023. | ABl.                       |
| Amtsblatt der Evangelischen Kirche in Deutschland (EKD)                                                | seit 1946 (ZDB-ID 40161-4); auch für die Union Evangelischer Kirchen (UEK) | ABl. EKD                   |
| Amtsblatt der Vereinigten Evangelisch-Lutherischen Kirche Deutschlands (VELKD)                         | seit 1954 (ZDB-ID 253-7) Band VII umfasst die Jahre 1996 bis 2021. | ABl. VELKD (Archivlink)    |
| Amtsblatt für die Evangelische Kirche in Österreich                                                    | seit 1939/1991 (ZDB-ID 1165370-X) | ABl.                       |

Die Amtsblätter von Lippe, Oldenburg und Württemberg sowie der ERK und der VELKD werden nach Bänden zitiert.

### Römisch-katholische Kirche
| Bezeichnung                                                                   | Bibliografischer Nachweis | Internetpräsenz |
| ----------------------------------------------------------------------------- | --- | --------------- |
| Acta Apostolicae Sedis (Publikationsorgan des Heiligen Stuhls)                | Erscheint seit 1909, zunächst unregelmäßig nach Bedarf, seit 2003 monatlich. Von 1864 bis 1908 wurde der Vorgänger Acta Sanctae Sedis (ASS) herausgegeben. | AAS             |
| Kirchlicher Anzeiger für die Diözese Aachen. Amtsblatt des Bistums Aachen     | seit 1931, erscheint halbmonatlich, Herausgeber Bischöfliches Generalvikariat Aachen |                 |
| Amtsblatt für die Diözese Augsburg                                            | seit 1891, erscheint unregelmäßig mehrmals im Jahr, Herausgeber Bischöfliches Ordinariat Augsburg |                 |
| Amtsblatt für das Erzbistum Bamberg                                           | seit 2001, erscheint monatlich, Herausgeber Erzdiözese Bamberg, zuvor seit 1947 Amtsblatt für die Erzdiözese Bamberg, Erscheinungsweise monatlich, Herausgeber Erzbischöfliches Ordinariat Bamberg |                 |
| Amtsblatt des Erzbistums Berlin                                               | seit 1998, erscheint monatlich, Herausgeber Erzbischöfliches Ordinariat Berlin; zuvor 1994 bis 1997 Amtsblatt des Erzbischöflichen Ordinariats Berlin, Erscheinungsweise monatlich, Herausgeber Erzdiözese Berlin; zuvor seit 1929/1930 Amtsblatt des Bischöflichen Ordinariats Berlin, Herausgeber Diözese Berlin                                                    | ABl.            |
| Kirchliches Amtsblatt für das Bistum Dresden-Meißen                           | seit 1991, erscheint unregelmäßig, Herausgeber Bistum Dresden-Meissen, Bischöfliches Ordinariat, darin aufgegangen Fastenhirtenwort, Herausgeber Bistum Dresden-Meißen | KA              |
| Pastoralblatt des Bistums Eichstätt                                           | seit 1854, erscheint unregelmäßig, Herausgeber Bischöfliches Ordinariat | Pastoralblatt   |
| Amtsblatt für das Bistum Erfurt                                               | seit 1994, Herausgeber Diözese Erfurt, zuvor 1991 und 1993 bis 1994 Amtsblatt des Bischöflichen Amtes Erfurt-Meiningen, Herausgeber Bischöfliches Amt Erfurt/Meiningen; zuvor 1973 bis 1990 Kirchliches Amtsblatt der Ordinariate und Bischöflichen Ämter in der Deutschen Demokratischen Republik, Ausgabe des Bischöflichen Amtes Erfurt/Meiningen                  |                 |
| Kirchliches Amtsblatt für das Bistum Essen                                    | seit 1958, Herausgeber Bischöfliches Generalvikariat |                 |
| Amtsblatt der Erzdiözese Freiburg                                             | seit 1933, erscheint etwa 35 mal jährlich, Herausgeber Erzbischöfliches Ordinariat | ABl.            |
| Kirchliches Amtsblatt für die Diözese Fulda                                   | seit 1885, Herausgeber Bischöfliches Generalvikariat, darin aufgegangen Hirtenbrief für das Bisthum bzw. die Diözese Fulda zur Fastenzeit und aus anderen Anlässen, 1743 bis 1922 nachgewiesen | K.A.            |
| Amtsblatt des Bistums Görlitz                                                 | seit 1994, erscheint unregelmäßig, Herausgeber Bistum Görlitz, zuvor von 1991 bis 1994 Amtsblatt der Apostolischen Administratur Görlitz, Herausgeber Apostolische Administratur Görlitz, zuvor 1973 bis 1990 Kirchliches Amtsblatt der Ordinariate und Bischöflichen Ämter in der Deutschen Demokratischen Republik, Ausgabe der Apostolischen Administratur Görlitz |                 |
| Kirchliches Amtsblatt des Erzbistum Hamburg                                   | seit 1995, erscheint monatlich, Herausgeber Erzbistum Hamburg |                 |
| Kirchlicher Anzeiger für das Bistum Hildesheim                                | seit 1889, Herausgeber Bischöfliches Generalvikariat, von 1936 bis 1944 Kirchlicher Anzeiger der Diözese Hildesheim |                 |
| Amtsblatt des Erzbistums Köln                                                 | seit 1978, erscheint unregelmäßig, Herausgeber Erzdiözese Köln, von 1852 bis 1977 unter dem Titel Kirchlicher Anzeiger für die Erzdiözese Köln |                 |
| Amtsblatt des Bistums Limburg                                                 | seit 1853, online seit 1985 zugänglich (einschließlich Register) |                 |
| Kirchliches Amtsblatt des Bistums Magdeburg                                   | seit 2004, von 1994 bis 2004 unter dem Titel Amtliche Mitteilungen des Bistums Magdeburg |                 |
| Kirchliches Amtsblatt für die Diözese Mainz                                   | seit 1858, Herausgeber Bischöfliches Ordinariat, Nebentitel von 1859 bis 1865 Ausschreiben des Bischöflichen Ordinariats zu Mainz |                 |
| Amtsblatt für das Erzbistum München und Freising                              | seit 1965, erscheint unregelmäßig, Herausgeber Erzbischöfliches Ordinariat, zuvor seit 1880 Amtsblatt. Erzdiözese München und Freising., erschien unregelmäßig, Herausgeber Erzbischöfliches Ordinariat München und Freising |                 |
| Kirchliches Amtsblatt für die Diözese Münster                                 | seit 1887, Herausgeber Bischöfliches Generalvikariat Münster |                 |
| Kirchliches Amtsblatt der Diözese Osnabrück                                   | seit 1884, Herausgeber Bischöfliches Generalvikariat |                 |
| Kirchliches Amtsblatt für die Erzdiözese Paderborn                            | seit 1930, Herausgeber Erzbischöfliches Generalvikariat in Paderborn, zuvor 1852 bis 1856 und 1870 bis 1930 Kirchliches Amtsblatt für die Diözese Paderborn, Herausgeber Generalvikariat | KA              |
| Amtsblatt für das Bistum Passau                                               | seit 1943, erscheint unregelmäßig, Herausgeber Bischöfliches Ordinariat zu Passau |                 |
| Amtsblatt für die Diözese Regensburg                                          | seit 1932, erscheint unregelmäßig, Herausgeber Bischöfliches Ordinariat Regensburg, zuvor 1852 bis 1931 Oberhirtliches Verordnungsblatt für das Bistum Regensburg. Amtsblatt des Bischöflichen Ordinariats in Regensburg, Herausgeber Bischöfliche Ordinariatskanzlei                                                                                                 |                 |
| Kirchliches Amtsblatt für die Diözese Rottenburg                              | von 1894 bis 1978, Herausgeber Bischöfliches Ordinariat, Nachfolger Kirchliches Amtsblatt für die Diözese Rottenburg-Stuttgart |                 |
| Kirchliches Amtsblatt für die Diözese Rottenburg-Stuttgart                    | seit 1978, Herausgeber Bischöfliches Ordinariat | KABl.           |
| Oberhirtliches Verordnungsblatt. Amtsblatt für das Bistum Speyer              | seit 2005, Herausgeber Bischöfliches Ordinariat Speyer, zuvor 1908 bis 2004 Oberhirtliches Verordnungsblatt für das Bistum Speyer, Herausgeber Bischöfliches Ordinariat Speyer | OVB             |
| Kirchliches Amtsblatt für das Bistum Trier                                    | seit 1965, Herausgeber Diözese Trier, Nachfolger des Kirchlichen Amtsanzeigers für die Diözese Trier, 1853 bis 1964 | KA              |
| Würzburger Diözesanblatt. Amtliches Verordnungsblatt der Diözese Würzburg     | seit 1855, erscheint vierzehntäglich, Herausgeber Bischöfliches Ordinariat | WDBl            |
| Verordnungsblatt des Katholischen Militärbischofs für die Deutsche Bundeswehr | seit 1996, erscheint unregelmäßig, Verleger Der Katholische Militärbischof für die Deutsche Bundeswehr | VOBl            |
| Amtsblatt der Österreichischen Bischofskonferenz                              | seit 1984 (ZDB-ID 1100279-7) |                 |
| Amtliche Mitteilungen der Diözese Eisenstadt                                  | seit 1922/1960 (ZDB-ID 1248092-7) |                 |
| Feldkircher Diözesanblatt                                                     | seit 1969 (ZDB-ID 1248177-4) |                 |
| Kirchliches Verordnungsblatt für die Diözese Graz-Seckau                      | seit 1856/1963 (ZDB-ID 1248247-X) | KVBl.           |
| Kirchliches Verordnungsblatt für die Diözese Gurk                             | seit 1843 (ZDB-ID 568039-6) |                 |
| Diözesanblatt: amtliche Mitteilungen der Diözese Innsbruck                    | seit 1926/1965/2001 (ZDB-ID 2167795-5) |                 |
| Linzer Diözesanblatt                                                          | seit 1855 (ZDB-ID 544643-0) | LDBl.           |
| Verordnungsblatt der Erzdiözese Salzburg                                      | seit 1851 (ZDB-ID 568041-4) | VBl.            |
| Diözesanblatt St. Pölten                                                      | seit 1894 (ZDB-ID 573594-4) | DBl.            |
| Wiener Diözesesanblatt                                                        | seit 1863 (ZDB-ID 553999-7) | WDBl.           |
| Militärordinariat der Republik Österreich: Amtsblatt                          | seit 1989/2006 (ZDB-ID 2270384-6) |                 |
| Folium Dioecesanum Bauzanense-Brixinense                                      | seit 1857/1964 (ZDB-ID 1248269-9) | FDBB            |
| In Christo: kirchliches Amtsblatt für die Pfarreien Liechtensteins            | seit 1936 (Helveticat: sz991019102135303976) |                 |
| Schweizerische Kirchenzeitung                                                 | seit 1832 (ZDB-ID 302216-X) | SKZ             |
| Kirchliches Amtsblatt für die Diözese Metz                                    | erschien ab 1916, 1918 eingestellt; Herausgeber Bischöfliches Ordinariat Metz |                 |

### Weitere Religionsgemeinschaften
Hier gelistete Religionsgemeinschaften verstehen sich ggf. nicht als „Kirche“, veröffentlichen aber ebenfalls Amtsblätter. Aufgrund dieses Sachzusammenhangs werden sie im Folgenden in diesem Artikel gelistet.
| Bezeichnung                                 | Bibliografischer Nachweis | Internetpräsenz |
| ------------------------------------------- | --- | --------------- |
| Amtsblatt von Jehovas Zeugen in Deutschland | seit 2006. Anfangs: Herausgegeben vom Zweigkomitee von Jehovas Zeugen in Deutschland, K. d. ö. R. Derzeit (2022): Herausgegeben von Jehovas Zeugen in Deutschland, K. d. ö. R. Erscheint nach Bedarf. Druck und Verlag (seit 2006): Wachtturm Bibel- und Traktat-Gesellschaft der Zeugen Jehovas, e. V., 65617 Selters (Taunus) | (seit 2006)     |